# Johannes Anthonius Lelieveldt
Johannes Anthonius Lelieveldt, vrijwel altijd aangeduid als J.A. Lelieveldt, (Nijmegen, 15 april 1900 - Rotterdam, 17 maart 1970) was een Nederlands architect, werkzaam in Rotterdam.  

## Leven en werk
Lelieveldt werd aanvankelijk opgeleid als timmerman en heeft hij zich via avondcursussen bijgeschoold tot architect. In 1936 werd hij ingeschreven in het register van de Bond van Nederlandse Architecten. Hij werkte vanaf 1928 in Hillegersberg, vanaf 1964 samen met zijn zoon, ingenieur H.H.J. Lelieveldt, die in 1969 de directie van het kantoor overnam. 
Tot de bekendste werken van Lelieveldt behoren bodega/restaurant Old Dutch in Delfshaven en de Melkfabriek Sterovita (later Campina) in de Spaanse Polder te Rotterdam. Grote opdrachtgevers van Lelieveldt waren: schoenenbedrijf Van Haren, Coebergh's distilleerderij en het Parkhotel in Rotterdam. 
In de jaren vijftig voltooide Lelieveldt tal van wederopbouwprojecten in Rotterdam, zoals een kantoor met magazijnen van behangselfabrikant Rath & Doodeheefver aan de Mariniersweg 151 en twee woonblokken op de Lombardkade en Jonker Fransstraat. Ook ontwierp hij enkele winkelpanden in zijn geboortestad Nijmegen. Hij ontwierp enkele bungalows, en deed verbouwingen van hotels en restaurants en gevels van winkelpanden. Daarnaast ontwierp hij ook bioscoop Centraal, aan de Binnenweg in Rotterdam (1952).  
Als katholiek architect schiep hij grote eer in het ontwerpen van enkele Rooms-katholieke kerken. Zo ontwierp hij de St. Petrus in IJmuiden (1957), de Sint Jan de Doperkerk in Schiedam (Nieuwland) (1965) en de Heilige Geestkerk in Den Bosch (1965), die alle inmiddels gesloopt zijn. Een nog bestaande kerk van zijn hand is de H. Martinus in Bovenkarspel (1967). De H. Felicitas in Spijkenisse (1962) en de Christus Koningkerk in Den Haag (Mariahoeve) (1963) hebben een nieuwe bestemming gekregen als respectievelijk de Foucauld Mavo en kerk van de Zevende Dags-adventisten.

## Overzicht van gebouwen
| Old Dutch restaurant in cottagestijl | Rotterdam (Centrum)   | Rochussenstraat 20  | 1940                      |                                                                                              |
| St. Petruskerk                       | IJmuiden              | Zuiderkruisstraat 1 | 1957                      | Pieterkerk (voorheen Sint Petruskerk) te IJmuiden, vlak voor de gedeeltelijke sloop in 2000. |
| Christus Koningkerk                  | Den Haag (Mariahoeve) | Robijnhorst 201     | 1964                      |                                                                                              |
| Sint Jan de Doperkerk (Nolenskerk)   | Schiedam (Nieuwland)  |                     | 1965 (afgebroken in 2000) |                                                                                              |
| H. Martinuskerk                      | Bovenkarspel          | Hoofdstraat 205     | 1967                      |                                                                                              |